# Asimilare forțată
Asimilarea forțată înseamnă eliminarea unei etnii dintr-un anumit teritoriu.